# Rio Groapa (Gilort)
O Rio Groapa é um rio da Romênia, afluente do Pleşcoaia, localizado no distrito de Gorj.